# 2007년 전국소년체육대회
제36회 전국소년체육대회는 2007년 5월 26일부터 5월 29일까지 대한민국 경상북도에서 열렸다.

## 개요
- 대회명칭 : 제36회 전국소년체육대회
- 개최기간 : 2007년 5월 26일 ~ 2007년 5월 29일
- 개최지 : 전라남도
- 구호 : 몸도 튼튼, 마음도 튼튼, 나라도 튼튼
- 참가인원 : 11,861명
- 종별 : 초등부, 중등부
- 마스코트 : 뚝심이

## 종목

### 정식종목
| - 검도 - 근대3종 - 농구 - 럭비 - 레슬링 - 배구 - 배드민턴 - 복싱 - 볼링 - 사격 | - 사이클 - 소프트볼 - 수영 (경영, 다이빙, 수구) - 씨름 - 양궁 - 역도 - 요트 - 유도 - 육상 - 인라인롤러 | - 정구 - 조정 - 체조 - 축구 - 카누 - 탁구 - 태권도 - 테니스 - 펜싱 - 하키 | - 핸드볼 |

## 경기장
| 종목       | 소재지         | 경기장                   | 종별                  | 세부종목       | 비고                             |
| ---------- | -------------- | ------------------------ | --------------------- | -------------- | -------------------------------- |
| 검도       | 구미시         | 구미전자공고체육관       | 전종별                |                |                                  |
| 근대3종    | 경산시         | 경북체고수영장           | 전종별                | 수영           |                                  |
| 근대3종    | 경산시         | 경북체고사격장           | 전종별                | 사격           |                                  |
| 근대3종    | 경산시         | 경산남천둔치             | 전종별                | 육상           |                                  |
| 농구       | 김천시         | 김천여고체육관           | 중학부                |                |                                  |
| 농구       | 김천시         | 김천중앙고체육관         | 초등부                |                |                                  |
| 농구       | 김천시         | 김천실내체육관           | 중학부                | 준결승 및 결승 |                                  |
| 럭비       | 영천시         | 영천시민운동장           | 전종별                |                |                                  |
| 레슬링     | 문경시         | 문경실내체육관           | 전종별                |                |                                  |
| 배구       | 구미시         | 박정희체육관             | 남자중학부            |                |                                  |
| 배구       | 구미시         | 코오롱체육관             | 여자중학부            |                |                                  |
| 배구       | 구미시         | 인동초등체육관           | 남자초등부/여자초등부 |                |                                  |
| 배드민턴   | 김천시         | 김천실내체육관보조경기장 | 전종별                |                |                                  |
| 복싱       | 안동시         | 한국생명과학고           | 전종별                |                |                                  |
| 볼링       | 경주시         | 경주한화콘도볼링장       | 고등부                |                |                                  |
| 사격       | 포항시         | 포항사격장               | 전종별                |                |                                  |
| 사이클     | 영주시         | 영주경륜훈련원           | 전종별                |                |                                  |
| 소프트볼   | 구미시         | 구미정보여자고등학교     | 전종별                |                | 구미여자상업고등학교로 명칭 변경 |
| 수영       | 김천시         | 김천실내수영장           | 전종별                |                |                                  |
| 씨름       | 의성군         | 의성학생체육관           | 전종별                |                |                                  |
| 양궁       | 예천군         | 예천진호국제양궁장       | 전종별                |                |                                  |
| 역도       | 포항시         | 포항해양과학고체육관     | 전종별                |                |                                  |
| 유도       | 포항시         | 흥해실내체육관           | 전종별                |                |                                  |
| 육상       | 김천시         | 김천종합운동장           | 전종별                |                |                                  |
| 인라인롤러 | 김천시         | 김천인라인롤러장         | 전종별                |                |                                  |
| 정구       | 문경시         | 문경시민운동장           | 전종별                |                |                                  |
| 조정       | 포항시         | 형산강조정경기장         | 전종별                |                |                                  |
| 체조       | 포항시         | 포항체육관               | 전종별                | 기계체조       |                                  |
| 체조       | 포항시         | 포스코교육재단체육관     | 전종별                | 리듬체조       |                                  |
| 축구       | 안동시         | 안동고축구장             | 남자중학부            |                |                                  |
| 축구       | 안동시         | 안동강변축구장           | 남자초등부            |                |                                  |
| 축구       | 안동시         | 안동대축구장             | 여자중학부            |                |                                  |
| 축구       | 안동시         | 안동시민운동장           | 여자초등부            |                |                                  |
| 카누       | 하남시(경기도) | 미사리카누경기장         | 전종별                |                |                                  |
| 탁구       | 경주시         | 경주실내체육관           | 전종별                |                |                                  |
| 태권도     | 영천시         | 영천실내체육관           | 전종별                |                |                                  |
| 테니스     | 김천시         | 김천종합운동장테니스장   | 전종별                |                |                                  |
| 펜싱       | 상주시         | 상주시민체육관           | 전종별                |                |                                  |
| 하키       | 경주시         | 경주안강하키장           | 전종별                |                |                                  |
| 핸드볼     | 안동시         | 안동체육관               | 중학부                |                |                                  |
| 핸드볼     | 안동시         | 성희여고체육관           | 초등부                |                |                                  |